# 登月先鋒
是一部於2018年上映的美國傳記歷史片，由達米恩·查澤雷執導，妮可·帕爾曼和喬許·辛格編劇。電影改編自詹姆斯·R·漢森傳記《登月第一人：尼爾·阿姆斯壯的一生》，由瑞恩·高斯林、克萊兒·芙伊、寇瑞·史托爾、杰森·克拉克和凱爾·錢德勒主演。
電影定於2018年10月12日在美國上映。

## 故事簡介
1960年代，阿姆斯壯（Ryan Gosling飾）參與美國太空總署（NASA）的阿波羅11號計畫，進行史上首個載人登陸月球的任務。在這太空科技剛起步的時代，國家不惜工本，甚至犧牲性命，誓要達成史無前例的成就；而這個人類史上最危險的任務，為阿姆斯壯帶來怎樣的衝擊及代價？

## 演員
- 瑞恩·高斯林 飾 尼爾·阿姆斯壯
- 克萊兒·芙伊 飾 珍妮·謝朗
- 寇瑞·史托爾 飾 伯茲·艾德林
- 凱爾·錢德勒 飾 迪克·斯雷顿
- 傑森·克拉克 飾 愛德華·懷特
- 希亞·溫漢 飾 維吉爾·葛利森
- 克里斯多福·阿伯特 飾 大衛·史考特[4]
- 布萊恩·德阿西·詹姆斯（英语：Brian d'Arcy James） 飾 約瑟·A·沃克（英语：Joseph A. Walker）[5]
- 帕布羅·薛伯 飾 吉姆·洛維爾
- 派翠克·福吉特 飾 埃里奥特·希[6]
- 科里·邁克·史密斯 飾 羅傑·查菲[7]
- 希基勒·比布爾 飾 理查·高登[8]
- 盧卡斯·哈斯 飾 麥可·柯林斯
- J·D·艾佛摩（英语：J. D. Evermore） 飾 小克里斯多福·C·克拉夫特（英语：Christopher C. Kraft Jr.）
- 約翰·大衛·惠倫（英语：John David Whalen） 飾 約翰·赫雪爾·葛倫
- 班·歐文 飾 約翰·賀智

## 製作

### 拍攝
主體拍攝於2017年11月在亞特蘭大進行。

## 發行
《登月先鋒》定於2018年10月12日上映，由環球影業發行。

### 評價
爛番茄根據353條評論，持有88%的新鮮度，平均得分8.1／10。在Metacritic上，電影獲得了84分。

## 外部連結
- 互联网电影数据库（IMDb）上《登月先鋒》的资料（英文）
- Box Office Mojo上《登月先鋒》的資料（英文）
- Metacritic上《登月先鋒》的資料（英文）
- 爛番茄上《登月先鋒》的資料（英文）
- AllMovie上《登月先鋒》的资料（英文）
- 開眼電影網上《登月先鋒》的資料（繁體中文）
- 豆瓣电影上《登月先鋒》的資料 （简体中文）
- 时光网上《登月先鋒》的資料（简体中文）